# LOVE BRACE
『LOVE BRACE』（ラヴ・ブレス）は、日本の女性歌手・華原朋美の1枚目のオリジナル・アルバム。1996年6月3日にORUMOK RECORDSより発売された。小室哲哉プロデュースによるアルバムである。

## 解説
- ミリオンセラーとなった『I BELIEVE』『I'm proud』、デビューシングル『Keep yourself alive』を収録した1枚目のアルバム。
- iTunes Store・レコチョクといった主要配信サイトでダウンロード販売は行っていた。レーベルを複数移籍をしていた（現時点での最終レーベルはユニバーサルミュージック）為、定額のサブスクリプション・ストリーミング配信はユニバーサルミュージックの楽曲のみ行われていたが、2022年12月1日よりNBCユニバーサル・エンターテイメントジャパン（旧：ORUMOK RECORDS）及びワーナーミュージックジャパン時代[注 1]の音源が突如解禁された事により、本作も併せて配信を開始した（但し、シングルCDでの配信は一切行われていなかったが、2023年2月に各シングルCDも配信開始した）。

## 音楽性
- 当初の企画は「『keep yourself alive』『I BELIEVE』をリードシングルとしたミニアルバム」であり、1996年2月の発売を予告していた[1]。
- レコーディングの際、小室は決して妥協を許さず、厳しい態度で指導・指摘を繰り返し、それに華原は泣きながらついていった[2]。
- ミキシングはアメリカのスタジオで行われたが、小室は日本語の歌詞を重点に置かない仕上がりに納得できず、ギリギリのスケジュールで小室一人で1からミキシングをやり直した[3]。その甲斐もあり、小室は「終始コンセプトに忠実であり、良く出来ているお気に入りのアルバム」と語っている[4]。
- 華原曰く「映画を見て終わるような最初から最後まで通しで聴いてほしい作品」。

## チャート成績
- デビュー9か月目でシングル・アルバム通じて、初のオリコン1位獲得作品。
- 初動でミリオンセールスを記録し、当時のファーストアルバム初動売上で歴代最高を記録。この記録は後に宇多田ヒカルの『First Love』、倉木麻衣の『delicious way』が更新し、現在は歴代3位となっている。2020年現在でも日本の歴代アルバム売上39位（オリジナルアルバムでは22位）の大ヒット作品となっている。

## プロモーション
- 本作の大ヒットを記念して発売から2週間後、新高輪プリンスホテルにて“華原朋美ヒット記念パーティー”が開催され、小室やdosらが祝福に駆けつけ、業界・報道関係者1000人以上が出席し、大変な賑わいとなった。その際、来場者には記念品として“非売品の販促用テレカ”のセット（4枚組・特製台紙付き）や、2枚1組のブロ生が封入された特製パンフレット（非売品、A4サイズ）も配布された。

## 主な記録
- 初動売り上げだけでミリオン、登場7週目でダブルミリオンを達成。
- オリコン・歴代ファーストアルバム初動売上 3位。
- オリコン・1996年間アルバムチャート 9位。
- オリコン・1996年間アーティストセールス 6位。

## 批評
- 深田恭子がお気に入りのCD1位に本作を挙げている。他にも、2000年7月の「music-enta」フェイバリットソングのコーナーでは、2位に「MOONLIGHT」、1位には「I'm proud」を選んでいる。

## 収録曲
| 全作曲・編曲: 小室哲哉。 |                                     |                    |            |      |
| #                        | タイトル                            | 作詞               | 作曲・編曲 | 時間 |
| 1.                       | 「LOVE BRACE [overture]」           |                    | 小室哲哉   | 1:38 |
| 2.                       | 「Just a real love night」          | 小室哲哉           | 小室哲哉   | 5:04 |
| 3.                       | 「keep yourself alive [more rock]」 | 小室哲哉           | 小室哲哉   | 6:01 |
| 4.                       | 「Living on…!」                     | 小室哲哉           | 小室哲哉   | 4:49 |
| 5.                       | 「I BELIEVE [album earth mix]」     | 小室哲哉           | 小室哲哉   | 6:47 |
| 6.                       | 「summer visit」                    | 小室哲哉           | 小室哲哉   | 6:07 |
| 7.                       | 「MOONLIGHT」                       | 小室哲哉・華原朋美 | 小室哲哉   | 4:12 |
| 8.                       | 「I'm proud [full version]」        | 小室哲哉           | 小室哲哉   | 5:37 |
| 9.                       | 「Somebody loves you」              | 小室哲哉           | 小室哲哉   | 5:46 |
| 10.                      | 「LOVE BRACE」                      | 小室哲哉           | 小室哲哉   | 6:54 |
| 11.                      | 「I BELIEVE [play piano]」          |                    | 小室哲哉   | 4:08 |
| 合計時間:                | 合計時間:                           | 合計時間:          | 57:03      |      |

## 楽曲解説
1. LOVE BRACE [overture]
オーケストラによるインストゥルメンタル。曲間なしで「Just a real love night」に繋がる。
2. Just a real love night
DDIポケット（現・ウィルコム） CMソング。CMには華原本人が出演。冒頭の雑踏音に関して、当初は「イントロで東京駅の効果音を使用」とされていたが、2013年4月29日～5月5日放送の「小室哲哉 Radio Digitalian」の中で小室哲哉直々に「ニューヨークでレコーディングをしていて、SEの音はマンハッタン五番街です。(この放送をきっかけに)Wikipediaも訂正されるとすごいですね。」と冗談まじりに訂正を求めていた。
早口の英語で歌わなければいけないパートで華原の舌が回らない所を見かねた小室が譜面に片仮名を書き込むことでクリアした[5]。
後にリリースされたベスト盤では、イントロとエンディング（カットアウト）が異なっており、最初のベスト『kahala compilation』及びパイオニアLDCによる企画ベスト『Best Selection』にはイントロを大幅にアレンジをしカットアウトしたものが収録（テレビで歌唱されたアレンジ）。2015年リリースのベスト盤『ALL TIME SELECTION BEST』には冒頭からフェードイン入りし、それ以外は当該の音源で収録されている。
3. keep yourself alive [more rock]
デビューシングル。テクノ色の強いシングルver.[RADIO EDIT MIX]を、[more rock]ver.にしたリアレンジ版。華原が歌ったパートはそのままに、小室のコーラスが更に厚く重ねられてギター・サウンドを前面に押し出したリミックス[5]。
4. Living on…!
ハウス調の曲。本人の苦手としていた低音にも挑戦し、小室は新たな才能に気付いたと語っていた。
華原がデモテープをもらったのが歌入れ直前だったが、4回リピートして聞いて華原自身も不思議に思うほどに感覚にスムーズに合い、歌入れは1時間で終わった。本楽曲でハモりに始めてチャレンジした[5]。
5. I BELIEVE [album earth mix]
ミリオンセラーとなった2ndのシングルVER.[RADIO EDIT]を、大幅にリアレンジしたリミックス。
アルバムのコンセプトに合わせてリズムそのものから変えて、終始バラード調にアレンジした[5]。
6. summer visit
本人はこの曲をシングルカットしたかったと語るほどお気に入りの曲であり、ファンの間でも人気が非常に高い楽曲。
「楽曲の雰囲気を実感しながらやってほしい」という小室の配慮で、小室が車を走らせ観音崎の海の見えるスタジオでレコーディングを行った[5]。
7. MOONLIGHT
小室と華原の共作詞によるピアノの弾き語りナンバー。歌詞は「漢字を使うのはイメージにそぐわない」という華原の意向で当時の華原の日記からの引用され、全てひらがなで表記され、童話を意識している[5]。翌月、4枚目シングルのc/wとしてシングルカットされた。
8. I'm proud[full version]
2作連続でミリオンセラーかつ最大のヒット曲となった3rdシングル。ラストサビにかけて最大に盛り上がる歌詞が加わったフルバージョン。
9. Somebody loves you
小室と華原のコーラスが絡み合う。
華原は『相手の気持ちを考えずに自分の正直な気持ちを言う』『ディズニーランドに行きたい』等本来の私の本質が詞に描かれてしまった様だ」と評している[5]。
10. LOVE BRACE
本作のタイトル曲。ジャケットにも登場する小室が華原にプレゼントしたカルティエのブレスレットがテーマとなっている。
このアルバムにおける王様ということで本作の中で最後にレコーディングされ、翌月の7月22日に4枚目としてシングルカットされた。
11. I BELIEVE [play piano]
小室によるアコースティック・ピアノ曲。最後には華原に最初に提供した曲の一部が収録されて、締められている。
華原はアルバムのイメージとして「優しくて、柔らかなピアノの音」が浮かび、アルバム制作の際に華原が小室に対する唯一の依頼として「ピアノのインストゥルメンタルを入れて欲しい」とお願いされたことで出来上がった[6]。

## 参加ミュージシャン

### レコーディングメンバー
- 華原朋美 : Voice
- 小室哲哉 : Synthesizer programming, Manipulating, Performed, Voice
- Randy Waldman : Strings arranged
- 松尾和博 : Guitars
- 村上章久 : Synthesizer programming

### スタッフ
- Produced : 小室哲哉
- Mixed : Keith "KC" Cohen
- Recorded : 若公俊広, 鯖瀬敏秋, 根本直明, 松村茂
- A&R : 山口としのり
- Art direction & design : Diamond Head's
- Photographer : 森川昇